# Cécilia Errin
Cécilia Errin (* 13. Dezember 1998 in Pointe-à-Pitre, Guadeloupe) ist eine französisch-kongolesische Handballspielerin, die für die Nationalmannschaft der Demokratischen Republik Kongo aufläuft.

## Karriere

### Im Verein
Errin spielte für den französischen Verein CJF Fleury Loiret Handball, bei dem sie sowohl in der Erstligamannschaft als auch in der Drittligamannschaft zum Einsatz kam. In der Spielzeit 2019/20 stand die Torhüterin beim französischen Zweitligisten Handball Octeville-sur-Mer unter Vertrag. Daraufhin schloss sie sich dem Erstligisten Handball Plan-de-Cuques an. Errin wechselte im Sommer 2022 zum Zweitligisten Noisy-le-Grand HB. Seit dem Sommer 2024 hütet sie das Tor des Zweitligisten Nantes Handball Féminin.

### In Auswahlmannschaften
Errin nahm mit der Nationalmannschaft der Demokratischen Republik Kongo an der Weltmeisterschaft 2019 in Japan teil.